# Burbank (contea di Los Angeles)
Burbank è un comune (city) degli Stati Uniti d'America della contea di Los Angeles nella regione denominata California meridionale dello Stato della California, a 12 miglia (19 km) a nord-est del centro di Los Angeles. La popolazione era di 107 337 abitanti al censimento del 2020.
Presentata come la "Media Capital of the World", si trova a sole poche miglia a nord-est di Hollywood; numerosi media e società di intrattenimento hanno sede o hanno importanti impianti di produzione a Burbank, tra cui The Walt Disney Company, Warner Bros. Entertainment, ABC Studios, Freeform, Nickelodeon, Universal, NBC, Cartoon Network, Nickelodeon Animation Studio e Insomniac Games. In città si trova anche l'Aeroporto Bob Hope.
La città prende il nome da David Burbank, odontoiatra ed imprenditore nato nel New Hampshire, che vi fondò un allevamento di pecore nel 1867.

## Geografia fisica
Secondo l'Ufficio del censimento degli Stati Uniti, ha un'area totale di 17,380 mi² (45,01 km²).

## Clima
Burbank ha un clima mediterraneo, con estati calde ed inverni miti o caldi.

## Società

### Evoluzione demografica
Secondo il censimento del 2010, c'erano 103 340 persone.

### Etnie e minoranze straniere
Secondo il censimento del 2010, la composizione etnica della città era formata dal 72,7% di bianchi, il 2,5% di afroamericani, lo 0,5% di nativi americani, l'11,6% di asiatici, lo 0,1% di oceaniani, il 7,7% di altre etnie, e il 4,8% di due o più etnie. Ispanici o latinos di qualunque etnia erano il 24,5% della popolazione.

## Amministrazione

### Gemellaggi
- Solna, dal 1960
- Incheon, dal 1961
- Gaborone, dal 1975
- Ota, dal 1984
- Arezzo, dal 2022